# 万挠绕道
万挠绕道是一条位于马来西亚的联邦公路，是由马来西亚联邦资助的绕道，因位于万挠得名。万挠绕道全长10.662公里，全线于2005年7月16日开工，2017年11月21日竣工，随后于2017年11月28日21时通车。其中有2.7公里路段为高架路段，其中最高的支柱为58.2米高，是马来西亚中最高的支柱。
万挠绕道缓解了马来西亚联邦公路1号线万挠市中心路段的交通阻塞问题。在万挠绕道建成之前，由于万挠市中心路段堵塞严重，经由马来西亚联邦1号公路从双文丹到士拉央可能需要两个小时的车程。万挠绕道建成后，将使沿途车程缩短至半小时内。

## 背景
万挠绕道全长9公里，是一条从邓普勒森林公园至双文丹的高速公路，于2017年11月28日21时全线通车。这条绕道从联邦1号隆万高速开始改行至万挠，经2.7公里的高架公路上坡，坡度为5.8％。其中最高的支柱为58.2米高，是马来西亚最高的支柱。剩余的6.3千米路段建设在地面上，并在终点于双文丹喇叭式道路枢纽和联邦1号交汇。全线起点与终点均与马来西亚联邦公路1号线交汇，且全线仅设置了两个出入口。

## 历史
现今的联邦37号万挠绕道是由吉隆坡－双文丹大道（KLAS）计划沿革而来，吉隆坡－双文丹大道又称吉隆坡－万挠高速公路，该计划受1997年亚洲金融危机的影响而被终止。该计划原为建造一条沿联邦1号公路走廊的收费高速公路，并由LeKLAS私人有限公司拥有该高速公路的特许经营及建造权。几年之后，马来西亚联邦政府于2005年推出现今的万挠绕道计划，以纾缓万挠市区的交通拥堵情况。然而，万挠绕道计划全程不设收费站，是一个封闭式的双车道高速公路。该工程耗资6亿2800万马币，并由Panzana企业私人有限公司负责建设。2005年7月16日，万挠绕道建设工程正式开始。
万挠绕道建设工程分为两个阶段。第一阶段是将现有的位于士拉央和万挠邓普勒公园之间的12.5公里双车道公路单独划分出来，组成新的联邦1号公路，于2007年竣工。第二个阶段则是修建一条全新的公路，并绕过万挠市中心。
第二阶段的建设花费了较长的时间，以减少该计划对环境产生的问题。最初的计划的路线比现今路线来得更长，全程建于地面并可能穿过雪兰莪州立遗产公园和邓普勒公园等保护区。这使得该计划受到环保主义者的抗议，但当地居民给予的压力并没有使政府改变心意，还是坚持要继续进行该工程，尽管该工程可能会对环境带来影响。于是为了减轻工程对环境的影响，原有路线经过调整和重新设计，并在沿雪兰莪州立遗产公园边界建造一条长2.7公里的高架桥。也因如此，受到影响的森林面积从原有的65公顷缩减至24公顷。这项工程一波三折，期间总共经历了6次延期，最终在经过12年的建设后于2017年11月21日竣工，并在同月28日21时通车。
万挠绕道花了很长的时间进行建设，期间社交媒体曾在2017年11月13日流传该绕道将于该月15日举行开通仪式，惟随后被马来西亚公共工程局证实为有心人制造的恶作剧。反之，万挠绕道的开通仪式是于2017年11月28日举行。

## 沿途设施及出入口
| 里程                         | 出口 | 连接道路与城镇       | 目的地 | 备注            |
| ---------------------------- | ---- | -------------------- | --- | --------------- |
|                              |      | 双文丹南部IC         | 北 · 丹绒马林 · 新古毛 · 双文丹 · 南 · 万挠 · 3029 八丁燕带 · 武吉柏伦东 · 南北大道北段 · 怡保 · 吉隆坡 · 巴生                         | 喇叭形立交      |
| 万挠绕道 · 起点/终点         |      |                      | |                 |
|                              |      | 倒转                 | 万挠 · 双文丹 · 双溪珠 | 仅限南行方向    |
|                              |      | 邓普勒森林公园高架桥 | | 高架桥起点/终点 |
|                              |      | 邓普勒森林公园高架桥 | |                 |
|                              |      | 邓普勒森林公园高架桥 | |                 |
|                              |      | 邓普勒森林公园高架桥 | | 高架桥起点/终点 |
| 万挠绕道 · 高速公路起点/终点 |      |                      | |                 |
| 吉隆坡－万挠高速公路         |      |                      | |                 |
|                              |      | 邓普勒森林公园IC     | 吉隆坡－万挠高速公路 · 北 · 万挠 · 吉隆坡－瓜拉雪兰莪大道 · 瓜拉雪兰莪 · 红土坎 · 莎亚兰 · 巴生 · 怡保 · 南 · 吉隆坡 · 黑风洞 · 士拉央 | 仅限来往南部    |